# Rachid Eljay
Rachid Eljay, anciennement connu sous l'alias Rachid Abou Houdeyfa, né le 3 novembre 1980 à Brest, est un imam et vidéaste français. Il est controversé au sujet de ses prêches initialement salafistes. Par la suite, il prône un discours malikite. En juin 2019, il est victime d'une tentative d'assassinat.

## Biographie

### Jeunesse et débuts
Il naît le 3 novembre 1980 à Brest dans une famille d'origine marocaine. C'est une figure du quartier dit Pontanézen, où il grandit. Imam autodidacte, il aurait été formé par son père, Houdeyfa, imam autoproclamé,.
De 2003 à 2004, il est épicier.

### Imam salafiste
En 2004, il devient imam de la mosquée Sunna — l'une des cinq de Brest —, après l'expulsion de son prédécesseur, l'Algérien Abdelkader Yahia Cherif, pour « menace à la sûreté de l'État », après avoir appelé au djihad.
Alors connu sous l'alias Abou Houdeyfa, qui est alors un hommage à son père mais aussi le nom d'un compagnon de Mahomet, Eljay suscite lui-même la controverse, pour sa proximité avec l'imam salafiste de Villetaneuse, Mehdi Kabir, mais aussi avec des mouvances rigoristes du Maghreb, du Moyen-Orient et d'Amérique du Nord. Sa proximité avec le salafisme lui vaut une perquisition de sa mosquée et de son domicile, ainsi que de ses activités commerciales qui regroupent une boutique d'objets religieux, de ses conférences, et d'agence de voyages organisant des pèlerinages à La Mecque. Une enquête préliminaire est ouverte en 2016 puis classée sans suite en 2017. Abou Houdeyfa tient également une école coranique. Et quelque 150 fidèles se rendent à sa mosquée.
En 2015, ses vidéos suscitent des polémiques, après avoir été repérées par la fachosphère. Notamment, dans l'une d'entre elles, il déclare à des enfants qu'écouter de la musique serait écouter « le diable » et ceux qui en écoutent « seront transformés en singes et en porcs ». Dans une autre vidéo, il déclare que le hijab est « l'honneur d'une femme. Et si elle sort sans honneur, qu'elle ne s'étonne pas que des hommes abusent de cette femme là ». Ses propos suscitent alors des réactions et le Conseil français du culte musulman les condamne. L'intéressé affirme que ceux-ci « n'étaient pas à prendre au premier degré », et que « tout le monde fait des erreurs dans la vie ». Il décide alors de supprimer certaines de ses vidéos polémiques. Le 14 avril 2016, dans l'émission télévisée Dialogues citoyens sur France 2, le président de la République, François Hollande, le qualifie de « prédicateur de haine » et déclare à tort que sa mosquée avait été fermée. Bien que celle-ci ait été perquisitionnée après les attentats du 13 novembre, il n'y a pas eu d'arrestations.
Le 20 janvier 2020, la DGSI décide d'interpeller dans le quartier de la mosquée Sunna sept personnes radicalisées susceptibles de préparer des actes violents. Selon « une source proche de l'enquête », Rachid Eljay aurait contribué à la radicalisation de certains jeunes du quartier. Il les aurait ensuite écartés, et ils se sont marginalisés. Eljay a répondu n'être en aucun cas en lien avec les personnes interpellées, et dénonce l'utilisation de sa personne pour parler de faits divers sans rapport avec lui.

### Changement de discours
À partir de fin 2015, il cesse d'utiliser son surnom (kunya). Taillant sa barbe, il cesse de s'habiller à la manière des pays du Golfe (en ghutra, keffieh et qamis), et s'habille parfois à l'occidentale, par exemple en chemise. Il se réclame alors de l'islam du « juste milieu » et dénonce les « discours extrémistes ». Selon le chercheur Romain Caillet, « il y a 10 ans, cet imam était sur une ligne salafiste non jihadiste, mais pro-saoudienne, et il s'est rangé progressivement sur une ligne traditionnelle marocaine ». Par ailleurs, avant son ralliement à la ligne traditionnelle, il était « salafiste quiétiste, même s'il est beaucoup moins sectaire qu'eux ». Selon le sociologue Raphaël Liogier, « pas un seul jihadiste aujourd'hui n'est passé par le salafisme et le néofondamentalisme comme le prône Abou Houdeyfa. Ceux qui se réclament du salafisme quiétiste rejettent le jihad parce qu'ils trouvent ça trop moderne. Il est mondialement connu, et craint par Daech qui cherche absolument à le discréditer ». Il ajoute cependant que les deux mouvances « ont les mêmes cibles sur les réseaux sociaux, sauf que le fondamentalisme que Abou Houdeyfa prône n'est pas politisé, il est dans une logique individualiste et intime, ce qui est très recherché par les jeunes ». En 2015, aucun habitant de la ville n'avait rejoint Daech en Irak et en Syrie et aucune plainte n'avait été déposée à l'encontre de l'imam. Caillet estime aussi qu'Eljay a « compris qu'[il était] sur une voie sans issue en France, car les mosquées salafistes avaient tendance à fermer. C'est un mélange de pragmatisme, de pression, de renoncement, qui fait qu'[il a] réellement changé ». Cependant, « ce qui est paradoxal, c'est que beaucoup de gens partagent encore ses vidéos ». Malgré son évolution, il a conservé son auditoire, et demeure un des personnages les plus influents de l'islam en France.
Selon l'islamologue Karim Ifrak, « Il était salafiste, mais pas djihadiste, et heureusement d'ailleurs, vue l'audience qu'il avait sur les réseaux sociaux, je pense qu'on aurait eu des soucis s'il avait versé dans l'appel au djihad. Je pense qu'au fond de lui même, il a dû se remettre en cause, on voit bien qu'il a complètement changé. Je le vois comme un très bon lecteur de tendances. Il a compris que le salafisme était sur la sellette, c'est ça qui a dû le pousser à quitter ce champ, mais il a aussi dû se rendre compte que l'idéologie qu'il véhiculait ne tenait pas la route ».
Il condamne les attentats du 13 novembre 2015, affirmant que ceux-ci n'avaient « rien à voir avec l'islam ». Larossi Abballa, l'auteur du double assassinat du 13 juin 2016 à Magnanville, le dénonce nommément dans une vidéo diffusée en direct sur Facebook après son forfait : « Ô vous pseudo-salafis [...] vous nous exposez au malheur, en nous livrant aux mécréants, pensant que c'est un acte d'adoration (en), alors que c'est un acte clair d'apostasie. Ô vous imams égareurs, oui, vous les imams égareurs, Rachid Abou Houdeyfa et sa clique ». Le 20 août 2016, dans le dixième numéro de sa revue francophone Dar al-Islam, l'État islamique appelle ses partisans à l'assassiner « sans hésitation » au motif qu'il aurait apostasié l'islam de par « son appel à voter aux élections françaises et à participer au système démocratique, sur sa page Facebook », « son invocation en faveur du tâghût du Maroc » et sa référence « aux lois du tâghût », le qualifiant d'« imam de l'apostasie vendant sa mécréance avec éloquence ». Les autorités françaises, qui reconnaissent qu'Eljay a évolué, ont été aidées par leurs homologues marocaines, pour l'éloigner des milieux extrémistes. Mohamed Iqbal Zaïdouni, secrétaire général du Rassemblement des musulmans de France (RMF) et président du conseil régional du culte musulman en Bretagne, a joué un rôle important dans ce changement. Ce dernier affirme qu'Eljay « a fait un travail considérable sur lui ». Cependant, pour Abdallah Zekri, délégué général du CFCM, « il ne tient plus les mêmes discours qu'avant, mais il faut rester vigilant face à ces personnes. Chassez le naturel, il peut revenir au galop ». En 2019, il déclare à son égard que « Rachid Eljay a déjà été menacé par Daech car il a des discours en phase avec les valeurs de la République. S'il était pour le fondamentalisme, Daech l'aurait félicité ». Les menaces de Daech le poussent à quitter à plusieurs reprises son domicile pour raisons de sécurité. Il s'était par le passé disputé avec les pro-Daech par vidéos interposées.
Début septembre 2016, il s'inscrit à l'université de Rennes pour passer le diplôme Religions, droit et vie sociale, qu'il obtient des mains de l'ancien maire de Rennes Edmond Hervé, le 19 décembre 2017. 
Il possède une chaîne YouTube possédant plus de 750 000 abonnés et sa page Facebook 1,2 million,. Ses vidéos se caractérisent par leurs mises en scène en fonction du sujet abordé. Par ailleurs, il préfère s'exprimer dans les médias communautaires.
Fin 2018, il adhère à l'association Les Musulmans de Marwan Muhammad.
Le 22 mars 2019, après les attentats de Christchurch, il salue la solidarité des Néo-Zélandais envers les musulmans, et affirme admirer la Première ministre, Jacinda Ardern. Il affirme au sujet du voile que « celle qui veut [le] mettre […] le met, celle qui ne veut pas, elle ne le met pas ».

### Tentative d'assassinat
Le 27 juin 2019, il est victime d'une tentative d'assassinat par balles, mais son pronostic vital n'est pas engagé. Le tireur, retrouvé mort, lui a d'abord tiré dessus puis sur Osman, ami d'Eljay (qui s'était interposé pour protéger l'imam) après avoir demandé l'autorisation à l'imam de prendre une photo avec lui. Le CFCM condamne la « lâcheté » et la « barbarie » de l'« attentat islamophobe », appelant les fidèles à observer une minute de silence le lendemain. Pour sa part, Zekri condamne « avec force et détermination le lâche attentat perpétré contre l'imam de la mosquée de Brest Rachid El Jay ». Le Conseil des mosquées du Rhône dénonce « l'absence de réaction de la classe politique et le silence méprisant des médias », et se dit « préoccupé face à la recrudescence des actes anti-musulmans qui démontre qu'un seuil critique a été franchi ». Selon le procureur de la République de Brest, il n'y a pas à l'heure actuelle d'éléments suggérant qu'il s'agit d'un attentat terroriste.
Pour Romain Caillet, Eljay est « aussi bien la cible de gens pro-jihad que de groupes d'ultra-droite ». Il ajoute que « visiblement, c'est un déséquilibré qui a fait ça, alors pourquoi l'a-t-il visé ? Car il est associé à cette image du salafisme en France. Je ne sais pas ce qu'il doit faire ou dire pour changer ça ».
Karl Foyer (1997–2019), l'auteur des faits, résident à Lyon mais venu travailler dans un bungalow à Brest, a finalement été retrouvé mort par balles dans sa voiture. Il avait tenté en vain de rencontrer l'imam en prétextant une conversion, et affirme dans une lettre avoir été forcé à égorger l'imam sous peine de voir sa propre famille se faire tuer. L'auteur est considéré comme « déstabilisé » par les enquêteurs. Il a également envoyé des courriels à des médias affirmant qu'il tuerait l'imam entre le 16 et le 30 juin. Selon des sources policières, Karl Foyer « n'était pas fiché ni connu pour son appartenance à un mouvement d'extrême droite ou islamiste radical ».
Le 29 juin, dans une vidéo, Eljay appelle au calme et remercie ses soutiens, « musulmans ou non ».

### Lancement de la plateforme Dini TV
Il aurait quitté la France pour Dubaï. En septembre 2020, il lance aux côtés de l'imam Abdelmonaim Boussenna une plateforme d'enseignement islamique en ligne nommée Dini TV, qui se veut une alternative islamo-centrée à Netflix et s'adresse à un public francophone. Cette plateforme est critiquée par La Croix pour professer un islam « rigoriste ».